# 清原紘
清原 紘（きよはら ひろ、1981年10月24日 - ）は、日本の漫画家・イラストレーター。男性。愛知県名古屋市出身。血液型はO型。

## 来歴・人物
2005年、『月刊少年エース』（角川書店）5月号掲載の読み切り作品『桜色シンメトリー』で商業デビュー。作品に漫画版『きみにしか聞こえない』、漫画版『Another』などがあり、漫画家しては小説のコミカライズを担当することが多い。また、漫画版のキャラ設定やデザインなどは、アニメ版にもいくつか踏襲され、企画協力という形でEDにクレジットされている。オリジナルではシリアスホラーやギャグ漫画等も執筆している。
イラストレーターとしては小説の表紙絵や挿絵を多く手掛けている。特に『Qシリーズ（万能鑑定士Qの事件簿、万能鑑定士Qの推理劇、特等添乗員αの難事件）』や『探偵の探偵シリーズ』などの松岡圭祐作品の表紙イラストを長期に渡り担当していた。PlayStation Vita用ソフト『特殊報道部』やPlayStation 4 用ソフト『蒼き革命のヴァルキュリア』など、ゲームのキャラクターデザインも手掛ける。
2015年、画業10周年を記念して講談社とKADOKAWAより画集が発売。
2019年、8月に『月刊アフタヌーン』にて綾辻行人『十角館の殺人』のコミカライズを連載開始。
同じく名古屋出身のイラストレーターの岸田メルとは長年の友人。二人で『蒼き革命のヴァルキュリア』と『ブルー リフレクション 幻に舞う少女の剣』のコラボレーションイラストを描き下ろしたことがある。

## 作品リスト

### 漫画
- 失踪HOLIDAY（『ビーンズエース』Vol.3 - Vol.5 / 原作：乙一 / 角川書店）単行本全1巻
- きみにしか聞こえない（『月刊少年エース』2007年4月号 - 7月号 / 原作：乙一 / 角川書店）単行本全1巻
- 傷（『ビーンズエース』Vol.9 - Vol.11 / 原作：乙一 / 角川書店）単行本全1巻
- ツミツキ（『エースアサルト』2008年AUTUMN号 - 2009年SPRING号・ヤングエース2009年Vol.2 / 角川書店）単行本全1巻
- コインランドリーの女（『ビーンズエース』Vol.1、Vol.6 - Vol.8、Vol.12 - Vol.21 / 角川書店）単行本全1巻
- Another（『ヤングエース』2010年5月号 - 2012年1月号 / 原作：綾辻行人 / 角川書店）単行本全4巻
- Another0（『ヤングエース』2012年2月号 - 3月号 / 原作：綾辻行人 / 角川書店）
単行本全4巻。限定版として『Another0』を収録した0巻が2012年5月発売。
- 探偵の探偵（『週刊ヤングマガジン』2016年24号 - 2017年25号 / 原作 : 松岡圭祐 / 講談社）単行本全2巻
- 十角館の殺人（『月刊アフタヌーン』2019年10月号 - 2022年6月号 / 原作 : 綾辻行人 / 講談社）単行本全5巻
- medium 霊媒探偵城塚翡翠（『月刊アフタヌーン』2022年11月号[4] - 2023年11月号[5] / 原作 : 相沢沙呼 / 講談社）単行本全3巻

#### 読み切り・ゲスト参加
- 桜色シンメトリー（『月刊少年エース』2005年5月号 / 単行本未収録）
- 大沢さんに好かれたい（『ビーンズエース』Vol.2 / 原作：桑島由一 / 単行本未収録）
- 鈴木姉妹（『月刊少年エース』2006年3月号、2007年1月号 / 単行本『コインランドリーの女』収録）
- キョンの一年の三分の二は憂鬱（『涼宮ハルヒ公式アンソロジー 涼宮ハルヒの絢爛』収録 / 2009年12月26日 ）
- 僕はもう限界なんですよ!!!（『TIGER & BUNNY 公式コミックアンソロジー #04 The age of miracles is past …!?（奇跡の時代は終わった…!?）収録』 / 2012年2月9日）
- 放課後の花園（『アオハル』0.99号（2013年3/10号） / 単行本未収録）

### イラスト

#### 小説
- 時をかける少女（本文挿絵 / 2009年3月3日 / 著：筒井康隆 / 角川つばさ文庫 ） ※表紙イラストはいとうのいぢが担当。
- ガールズ・ブルー〈2〉(teens' best selections22)（表紙イラスト・扉絵 / 2009年8月 / 著：あさのあつこ / ポプラ社 ）
- Qシリーズ（万能鑑定士Qの事件簿、万能鑑定士Qの推理劇、特等添乗員αの難事件）（表紙イラスト / 2010年4月 - / 著：松岡圭祐 / 角川文庫）
- フクロウ（表紙イラスト・挿絵 / 2010年12月28日 / 著：渡邊則幸 / 幻狼ファンタジアノベルス）
- 虚構推理 鋼人七瀬（表紙イラスト / 2011年5月10日 / 著：城平京 / 講談社ノベルス）
- 花々（表紙イラスト / 著：原田マハ / 2012年7月5日 / 宝島社文庫 ）
- FINALΦFICTION 前奏曲（ピンナップイラスト / 2013年3月23日 / 著：CLΦSH(96猫×囚人P) /  PHP研究所 ）
- 霊障探偵 白狐（表紙イラスト・挿絵 / 2013年5月5日 / 著：天沢彰 /  桜ノ杜ぶんこ ）
- キルリアン・ブルー (表紙イラスト / 2014年3月1日 / 著 : 矢崎存美 / TO文庫)
- その女、小悪魔につき―。（表紙イラスト / 2014年4月1日 / 著：九曜 /  アルファポリス ）
- レイカ 警視庁刑事部捜査零課シリーズ (表紙イラスト / 2014年4月25日 - 2015年8月25日 / 著：樹のえる / メディアワークス文庫)
- 犯罪共鳴 壊兎シリーズ (表紙イラスト / 2014年8月9日 - 2015年3月13日 / 著 : 北山大詩 / 富士見L文庫)
- 竜鏡の占人 リオランの鏡（表紙イラスト / 2014年8月30日 / 著：乾石智子 /  KADOKAWA）
- スキュラ＆カリュブディス 死の口吻 （挿絵（連載）・表紙イラスト（文庫） / 2014年9月27日（文庫） / 著：相沢沙呼 / yom yom連載 / 新潮文庫nex）
- 探偵の探偵シリーズ（探偵の探偵、探偵の鑑定）（表紙イラスト / 2014年11月14日 - 2016年4月15日 / 著：松岡圭祐 / 講談社文庫）
- 魔女は月曜日に嘘をつくシリーズ (表紙イラスト / 2014年11月20日 -  /  著 : 太田紫織 /  朝日エアロ文庫)
- 六秒間の永遠（表紙イラスト / 2015年2月10日 / 著：杉井光 / 幻冬舎）
- 螺旋時空のラビリンス (表紙イラスト / 2015年2月20日 / 著 : 辻村七子 / 集英社オレンジ文庫)
- 槙坂涼は退屈を好まない。（表紙イラスト / 2015年9月1日 - 2015年10月1日 / 著：九曜 / アルファポリス文庫）
- スイッチを押すとき 他一篇（表紙イラスト / 2016年2月8日 / 著：山田悠介 / 河出文庫）
- 白銀の逃亡者（表紙イラスト / 2016年6月23日 / 著：知念実希人 / 幻冬舎文庫）
- 鳴物師 音無ゆかり 依頼人の言霊（表紙イラスト / 2017年1月14日 / 著：上野歩 / 文芸社文庫NEO）
- 天才株トレーダー・二礼茜 ブラック・ヴィーナス（表紙イラスト / 2017年2月7日 / 著：城山真一 / 宝島社文庫『このミス』大賞シリーズ）
- レッド・クイーン シリーズ (表紙イラスト / 2017年3月17日 -  / 著 : ヴィクトリア・エイヴヤード（英語版）・翻訳：田内志文 / ハーパーBOOKS)
- たとえあなたが骨になっても（表紙イラスト・挿絵 / 2017年6月19日 / 著：菱川さかく / JUMP j BOOKS）
- R.E.D.警察庁特殊防犯対策官室シリーズ (表紙イラスト / 2017年8月27日 - 2018年8月29日 / 著 : 古野まほろ / 新潮文庫nex)
- 殺人鬼探偵の捏造美学 (表紙イラスト / 2017年11月22日 / 著 : 御影瑛路 / 講談社タイガ)
- 怪奇探偵リジー&クリスタル（表紙イラスト / 2018年3月24日 / 著：山本弘 / 角川文庫）
- 霊能探偵・初ノ宮行幸の事件簿 (表紙イラスト / 2018年6月23日 - 2019年7月25日 / 著 : 山口幸三郎 / メディアワークス文庫)
- 江戸の闇風 黒桔梗 裏草紙（表紙イラスト / 2018年12月6日 / 著：山本巧次 / 幻冬舎時代小説文庫）
- オニキス -公爵令嬢刑事 西有栖宮綾子-（表紙イラスト / 2019年12月23日 -  / 著：古野まほろ / 新潮文庫nex）
- たとえあなたが骨になっても 死せる探偵と祝福の日 (表紙イラスト / 2020年10月21日 / 著 : 菱川さかく / 集英社オレンジ文庫)

#### その他イラスト
- 激マンシリーズ4 女性キャラを描いてみよう! 描くコツとポーズ集（本文イラストカット・作例制作 / 2005年10月31日 / 美術出版社）
- 激マンシリーズ5 キャラ設定自由自在! すぐにできるキャラクター作り（本文イラストカット8点 / 2006年3月15日 / 美術出版社）
- テラ激マン マンガ・イラストテクニック大百科（2008年4月10日 / 美術出版社）※激マンシリーズ4の内容を収録
- テラ激マン マンガ・イラストテクニック大百科3（2009年3月24日 / 美術出版社）※激マンシリーズ5の内容を収録
- コミッカーズアートスタイルVol.4 プロになるには（イラスト1点 / 2007年5月 / 美術出版社）
- ガンガンONLINE2010年1月度イラスト（2010年1月14日配信）
- いとうかなこアルバム『Chaos Attractor』（ジャケットイラスト / 2010年1月27日）
- 月刊少年シリウス2010年7月号付録『夜桜四重奏 〜ヨザクラカルテット〜』別冊オールカラーイラストブック 「YOZAKURA QUARTET-THE ORCHESTRA-」（イラスト1点）
- 黄昏乙女×アムネジア（アニメ第8話エンドカードイラスト）
- 東方イラストメイキング録（表紙イラスト・イラストメイキング / 2012年3月27日 / 晋遊舎）
- 恋巡 〜特殊報道部・はじまりの物語〜（カバーイラスト・キャラクター原案 / 2012年8月23日 / ほるぷ出版 FlexComixフレア）
- LORD of VERMILION Re:2 (カードイラスト / SPカード・エリスR /【恍惚】ヘル　）
- シガレットアンソロジー（イラスト / 2014年3月10日 / スクウェア・エニックス）
- 『蒼き革命のヴァルキュリア』・『ブルー リフレクション 幻に舞う少女の剣』コラボレーションイラスト（岸田メルとの合作）[3]
- プロの講師が教える コミックイラストの描き方（表紙イラスト・イラストメイキング / 2021年12月2日 /つちや書店）

#### 画集
- 清原紘画集 PRESENCE（2015年7月24日発売 / 講談社 / ISBN 978-4062195980）
初版のみ『探偵の探偵IV』イラスト仕様カバーおよび、『探偵の探偵』の高画質イラスト（PC用）2点ダウンロードサービスが封入。
- Anamnesis 清原紘画集（2015年12月4日発売 / 角川書店 / ISBN 978-4041035733）

### キャラクターデザイン
- PS Vita専用ソフト『特殊報道部』（日本一ソフトウェア）
- PS4ソフト『蒼き革命のヴァルキュリア』（セガゲームス）
- PC / PS5 / PS4 / Nintendo Switchソフト『冤罪執行遊戯ユルキル』（イザナギゲームズ）

### その他
- 清原紘のコインランドリーのAnother（コラム/月刊ニュータイプ2010年10月号掲載）
- 黒澤明「隠し峠の三悪人」（コラム/ITAN7号掲載）
- 舞台「黒鯱」（キャラクターデザイン）
- 「少年の残響」 2巻の帯コメントとイラスト